# Люк Граймс
Люк Тимъти Граймс (роден на 21 януари 1984 г.) е американски актьор. Известен е с ролите си във филма „Американски снайперист“, филмовата поредица „Петдесет нюанса“ и драматичната поредица Йелоустоун (2018 – до момента).

## Произход и младежки години
Граймс е роден в Дейтън, Охайо, син на петдесятен пастор.  Граймс завършва християнската гимназия в Дейтън през 2002 г. Той се мести в Ню Йорк, за да учи актьорско майсторство в Американската академия за драматични изкуства.

## Кариера
Граймс играе в All the Boys Love Mandy Lane, War Eagle, Arkansas и Assassination of a High School President. Той се появява също в драмата на Ей Би Си Братя и сестри като Райън Лафърти, извънбрачен син на Уилям Уокър, патриарх на семейството. Започвайки със сезон 4, той става редовен участник. 
Той участва в пилотната серия на FX от 2010 г. Outlaw Country с Хейли Бенет и Мери Стийнбъргън като каубой на име Ели Ларкин.  Серията е излъчена на 23 август 2012 г. като телевизионен филм. През 2012 г. Граймс се появява в трилъра на Лиъм Нийсън Taken 2 като гаджето на дъщерята на Нийсън. 
В Американски снайперист (2014) Граймс играе в ролята на тюлена от ВМС на САЩ Марк Лий, убит в битка през 2006 г. Той играе брата на Крисчън Грей, Елиът, във филма Петдесет нюанса сиво (2015) и неговите продължения, Петдесет нюанса по-тъмно (2017) и Петдесет нюанса освободени (2018). 
Граймс играе Тод Белкин във Freeheld - независим игрален филм, основан върху истинска история - заедно с Джулиан Мур, Стийв Карел, Елиът Пейдж и Майкъл Шанън под режисурата на Питър Солет.
От 2018 г. той участва заедно с Кевин Костнър в драматичния сериал на Paramount Network Йелоустоун.